# Мишуров, Андрей Евгеньевич
Андрей Евгеньевич Мишуров (род. 6 августа 2001, Омск) — российский хоккеист, вратарь.

## Биография
Воспитанник омского хоккея. Начинал карьеру в системе «Авангарда». В сезоне 2019/20 был заявлен за «Прогресс» Глазов и отыграл в нем 39 матчей, в среднем пропуская 2,24 шайбы за игру, процент отраженных бросков в 91,9 %, а также три матча на ноль.
Сезон 2020/21 проводил в Омске в составе клуба МХЛ «Омские ястребы», где в 42 матчах пропускал в среднем 1.98 шайбы за игру, процент отраженных бросков в 92,7 %.
В сезоне 2021/22 провёл 32 матча за «Омские крылья» в ВХЛ, единожды отыграл матч на ноль, при этом сделав три голевые передачи, а также в среднем пропуская 3,20 шайбы за игру, процент отраженных бросков в 90,7 %. Параллельно с матчами за клуб ВХЛ, отыграл 22 матча за «Омские ястребы» в МХЛ и помог молодежному клубу в плей-офф дойти до полуфинала конференции, где уступили клубу «Красная армия» (2:3). В мае 2024 года был отдан в аренду в «Адмирал».

## Статистика
И — игры, В — победы, П — поражения, Н/ПО — ничьи, поражения в ОТ, СШМ — шайб в среднем за игру, ОБ — процент отраженных бросков, СМ -матчи на ноль.
|         |                 |      | Регулярный сезон | Регулярный сезон | Регулярный сезон | Регулярный сезон | Регулярный сезон | Регулярный сезон | Регулярный сезон | Плей-офф | Плей-офф | Плей-офф | Плей-офф | Плей-офф | Плей-офф |
| Сезон   | Команда         | Лига | И                | В                | П                | Н/ПО             | СШМ              | ОБ%              | СМ               | И        | В        | П        | СШМ      | ОБ%      | СМ       |
| ------- | --------------- | ---- | ---------------- | ---------------- | ---------------- | ---------------- | ---------------- | ---------------- | ---------------- | -------- | -------- | -------- | -------- | -------- | -------- |
| 2019-20 | Прогресс Глазов | НМХЛ | 39               | 19               | 14               | 5                | 2.24             | .919             | 4                |          |          |          |          |          |          |
| 2020-21 | Омские Ястребы  | МХЛ  | 42               | 19               | 14               | 5                | 1.98             | .927             | 2                |          |          |          |          |          |          |
| 2021-22 | Омские Крылья   | ВХЛ  | 32               | 9                | 17               | 6                | 3.20             | .907             | 1                |          |          |          |          |          |          |
| 2021-22 | Омские Ястребы  | МХЛ  | 9                | 6                | 3                | 0                | 2.92             | .897             | 1                | 13       | 8        | 5        | 2.59     | .926     | 2        |
| 2022-23 | Авангард        | КХЛ  |                  |                  |                  |                  |                  |                  |                  |          |          |          |          |          |          |